# Буньково
Бунько́во (рос. Буньково) — село у складі Упоровського району Тюменської області, Росія.
Населення — 476 осіб (2010, 448 у 2002).
Національний склад станом на 2002 рік:
- росіяни — 93 %